# Yevhen Kapayev
Yevhen Mykolayovytch Kapayev (en ukrainien : Капаєв Євген Миколайович) est un joueur ukrainien de volley-ball né le 12 septembre 1984. Il mesure 1,99 m et joue réceptionneur-attaquant. Il est international ukrainien.

## Clubs
| Club                 | De        | À   |
| -------------------- | --------- | --- |
| VK Lokomotiv Kharkiv | 2004-2005 | ... |

## Palmarès
- Championnat d'Ukraine (7)
  - Vainqueur : 2005, 2007, 2009, 2010, 2011, 2012, 2013
  - Finaliste : 2008
- Coupe d'Ukraine (8)
  - Vainqueur : 2006, 2007, 2008, 2009, 2010, 2011, 2012, 2013